# Hamlin, Kansas
Hamlin är en ort i Brown County i Kansas. Orten har fått sitt namn efter politikern Hannibal Hamlin. Vid 2010 års folkräkning hade Hamlin 46 invånare.